# Back to Back (album, Status Quo)
Back To Back je šestnácté studiové album britské rockové skupiny Status Quo. Album vyšlo v listopadu 1983 u vydavatelství Vertigo Records a nejvýše se dostalo na devátou příčku britského žebříčku. Jedná se o poslední studiové album, na kterém hrají Alan Lancaster a Pete Kircher.

## Seznam skladeb
| Pořadí | Název                   | Autor                | Délka |
| ------ | ----------------------- | -------------------- | ----- |
| 1.     | A Mess of Blues         | Pomus, Shuman        | 3:23  |
| 2.     | Ol' Rag Blues           | Lancaster, Lamb      | 2:51  |
| 3.     | Can't Be Done           | Rossi, Frost         | 3:07  |
| 4.     | Too Close to the Ground | Parfitt, Bown        | 3:43  |
| 5.     | No Contract             | Parfitt, Bown        | 3:40  |
| 6.     | Win or Lose             | Rossi, Frost         | 2:35  |
| 7.     | Marguerita Time         | Rossi, Frost         | 3:27  |
| 8.     | Your Kind of Love       | Lancaster            | 3:24  |
| 9.     | Stay the Night          | Rossi, Frost, Miller | 3:02  |
| 10.    | Going Down Town Tonight | Johnson              | 3:33  |

| Bonusy na reedici z roku 2006 | Bonusy na reedici z roku 2006        | Bonusy na reedici z roku 2006 | Bonusy na reedici z roku 2006 |
| Pořadí                        | Název                                | Autor                         | Délka                         |
| ----------------------------- | ------------------------------------ | ----------------------------- | ----------------------------- |
| 11.                           | The Wanderer                         | Maresca                       | 3:27                          |
| 12.                           | Going Down Town Tonight              | Johnson                       | 3:38                          |
| 13.                           | I Wonder Why                         | Rossi, Frost                  | 3:59                          |
| 14.                           | Ol' Rag Blues (alternativní verze)   | Lancaster, Lamb               | 4:54                          |
| 15.                           | A Mess of Blues (alternativní verze) | Pomus, Shuman                 | 4:48                          |
| 16.                           | Cadillac Ranch                       | Springsteen                   | 4:15                          |
| 17.                           | Ol' Rag Blues (alternativní verze)   | Lancaster, Lamb               | 2:49                          |
| 18.                           | The Wanderer (alternativní verze)    | Maresca                       | 3:34                          |

## Obsazení
- Francis Rossi – kytara, zpěv
- Rick Parfitt – kytara, zpěv
- Alan Lancaster – baskytara, zpěv
- Andy Bown – klávesy
- Pete Kircher – bicí

## Singly z alba
| Název                     | Vydáno | Nejvyšší umístění (UK) |
| ------------------------- | ------ | ---------------------- |
| „Ol' Rag Blues“           | 1983   | 9                      |
| „A Mess of Blues“         | 1983   | 15                     |
| „Marguerita Time“         | 1983   | 3                      |
| „Goin' Down Town Tonight“ | 1984   | 20                     |
| „The Wanderer“            | 1984   | 7                      |